# 长沟镇 (北京市)
长沟镇，是中华人民共和国北京市房山區下辖的一个镇。北泉水河贯穿长沟全境。

## 行政区划
长沟镇下辖以下地区：
西厢苑社区、南正村、北正村、双磨村、南良各庄村、北良各庄村、东良各庄村、东长沟村、西长沟村、太和庄村、沿村、坟庄村、东甘池村、南甘池村、北甘池村、西甘池村、六甲房村、三座庵村和黄元井村。